# San Pedro de Macorís (piłka siatkowa kobiet)
San Pedro de Macorís  - żeński klub piłki siatkowej z Dominikany. Swoją siedzibę ma w San Pedro de Macorís. Został założony w 2008.